# 自动引用计数
自动引用计数（英語：Automatic Reference Counting，ARC）是Clang编译器的一项内存管理特性，为Objective-C和Swift语言提供自动引用计数。在编译时，它插入到目标代码中的 retain 和 release 消息，在运行时增加和减少引用计数，并在引用计数为零时标记这些对象进行释放。